# Джанго Фетт
Джанго Фетт (англ. Jango Fett) — вымышленный персонаж из франшизы «Звёздные войны», созданный Джорджем Лукасом. Впервые он появился в качестве антагониста в фильме 2002 года «Звёздные войны. Эпизод II: Атака клонов», где его роль сыграл Темуэра Моррисон. Персонаж является мандалорским охотником за головами, считающимся лучшим наёмником в галактике своей эпохи, и «отцом» Бобы Фетта, немодифицированного клона Джанго, которого он сохранил в качестве платы за то, что он служил генетическим шаблоном армии клонов Галактической Республики и воспитывал как своего сына. После смерти Джанго от рук Мейса Винду Боба пошёл по стопам своего отца, используя его броню, снаряжение и корабль «Раб I», чтобы самому стать успешным охотником за головами.
За пределами фильмов персонаж появляется в ряде канонических и неканонических произведений по «Звёздным войнам», таких как комиксы и видеоигры, которые изображают его скорее антигероем, чем злодейской фигурой, и исследуют его прошлое как охотника за головами и мандалорского воина. С момента выхода «Атаки клонов» Джанго Фетт стал популярной фигурой в фанатской среде «Звёздных войн», приобретя статус культового персонажа.

## Характеристика

### Концепция и создание
В ранних вариантах сценария «Атаки клонов» имя Фетта было «Джей’ми». Его имя является отсылкой к спагетти-вестерну Серджо Корбуччи 1966 года «Джанго» с участием одноимённого гипер-жестокого бродяги, роль которого исполнил Франко Неро. Джанго был очень хорошо известен благодаря использованию и злоупотреблениям, которые индустрия спагетти-вестерна делала с его именем и персонажем в 1970-х и 1980-х годах.
Джанго облачён в гладкий бронированный костюм, скрывающий его покрытое шрамами лицо, в значительной степени основанный на культовом наряде Бобы Фетта (разработанном Джо Джонстоном) из оригинальной трилогии. Его костюм изначально планировался быть белым, чтобы соответствовать концепт-арту Бобы Фетта, но он был изменён на серебристый и синий, в отличие от зелёного, красного и оранжевого костюма Бобы. У Джанго также уникальная броня на бёдрах, голенях и лопатках, а также сравнительное отсутствие аксессуаров и трофеев.
Автор франшизы Джордж Лукас решил, что Джанго будет носить мандалорскую броню, но не будет с их планеты.

### Исполнение
Роль Джанго Фетта исполнил Темуэра Моррисон в «Атаке клонов», который впоследствии озвучивал персонажа в большинстве своих появлений в видеоиграх, включая «Star Wars: Bounty Hunter», «Star Wars: Battlefront II», «Star Wars: Republic Commando», «Star Wars Battlefront: Elite Squadron» и PSP-версию «Star Wars: The Force Unleashed». По словам Моррисона, он «ничего не видел», когда был в шлеме костюма из-за пара от его дыхания, что затрудняло его выступление.

## Появления

### Фильмы

#### «Атака клонов»
В фильме «Звёздные войны. Эпизод II: Атака клонов» Джанго изображён как охотник за головами, которого наняли в качестве генетического шаблона для Великой армии Республики, оказавшись втянутым в тёмный заговор владыки ситхов Дарта Тирануса (ранее известного как граф Дуку). Позже он был нанят вице-королём Нутом Ганреем из Торговой федерации, чтобы он убил сенатора Падме Амидалу в отместку за её действия в «Скрытой угрозе». Фетт поручает эту работу перевёртышу Зэм Веселл. Две неудачные попытки покушения на жизнь сенатора заставляют Фетта убить Веселл ядовитым дротиком, чтобы помешать ей потенциально привести джедаев на океанскую планету Камино.
Несмотря на усилия Джанго, собственное расследование Оби-Вана Кеноби ядовитого дротика в конечном итоге приводит его на Камино, где он вскоре узнаёт, что на планете центр клонирования использует генетический шаблон Джанго для создания огромной армии клонов, по-видимому, созданной от имени Галактической Республики. Последовавшая конфронтация между Оби-Ваном и Джанго вынуждает последнего бежать на Джеонозис, чтобы встретиться со своим благодетелем Тиранусом. Джанго принимает участие в битве при Джеонозисе, где он сталкивается с похожим на носорога зверем, известным как рик, который топчет и повреждает его реактивный ранец. Будучи неспособным улететь, он оказывается убит мастером-джедаем Мейсом Винду.
Наследие Джанго представлено в виде армии клонов Республики, основанной на его генетическом материале, а также его сына Бобы, который унаследовал броню, которую когда-то носил Джанго, и стал самым известным охотником за головами в галактике.

### Телевидение

#### «Войны клонов»
Джанго несколько раз упоминается посмертно в CGI-мультсериале «Звёздные войны: Войны клонов».
В эпизоде «Мандалорский заговор» Оби-Ван Кеноби упоминает о своей встрече с Джанго премьер-министру Мандалора Алмеку, который отвергает связи Фетта с мандалорской культурой. В эпизоде «Клоны кадеты» премьер-министр Лама Су из Камино сетует, что смерть Фетта привела к тому, что запасы его ДНК у каминоанских клонеров истощились. Голограмма Фетта появляется в следующем эпизоде «ЭРК-солдаты».
В сюжетной арке из трёх эпизодов, включающей «Смертельную ловушку», «R2, лети домой!» и «Смертельные поиски», Боба Фетт работает с другими охотниками за головами, чтобы отомстить Мейсу Винду за то, что тот убил его отца. Мальчик жертвует шлемом Джанго, чтобы заманить Винду к спрятанному в нём взрывному устройству, хотя Винду чувствует ловушку и выживает. После того, как Бобу арестовывает Республика, он клянётся никогда не прощать джедаев за смерть своего отца.

#### «Мандалорец»
Джанго несколько раз упоминается в эпизоде «Глава 14: Трагедия» во втором сезоне стримингового сериала «Мандалорец». Боба раскрывает, что его броня (которую он забирает у главного героя) — это тот самый костюм, который когда-то носил его отец, и, следовательно, его по праву рождения. Между диалогом Бобы и голографическим «цепным кодом», который он показывает главному герою, установлено, что Джанго был принят в мандалорскую культуру своим наставником Джастером; что он был родом с Конкорд-Доуна; и что он сражался в Мандалорских гражданских войнах — элементы, в целом отражающие предысторию персонажа в комиксе «Jango Fett: Open Seasons».

#### «Бракованная партия»
Джанго снова упоминается в мультсериале «Звёздные войны: Бракованная партия», анимационном CGI-спин-оффе сериала «Войны клонов». Эпизод «Сбежавшая цель» показал, что Омега, усовершенствованный женский клон, присоединившаяся к Отряду клонов 99 после возвышения Галактической Империи, является второй неизмененной копией его генетического шаблона.

### Каноническая литература
Джанго является протагонистом комикса Marvel Comics «Star Wars: Age of Republic – Jango Fett» (2019).

### «Легенды»
В апреле 2014 года большинство лицензированных романов, комиксов, видеоигр и других произведений по «Звёздным войнам», выпущенных после оригинального фильма 1977 года, были переименованы студией Lucasfilm в «Звёздный войны: Легенды» и объявлены неканоническими для франшизы в будущем.

#### Видеоигры
- В «Star Wars: Bounty Hunter» в качестве игрового персонажа фигурирует Джанго Фетт. Игра изображает Джанго в период его расцвета в качестве охотника за головами, предоставляя предысторию его роли в «Атаке клонов». Фетт вовлечён в обширный заговор по торговле «посохом смерти», который заканчивается тем, что он побеждает павшего джедая Комари Воса и превосходит в вооружении своего давнего соперника Монтросса, товарища-мандалорца. Всё это испытание на самом деле является испытанием, организованным графом Дуку, чтобы найти подходящего кандидата на роль генетического шаблона армии клонов.[11]
- Фетт также появляется в «Star Wars: Jedi Starfighter», LEGO-играх по вселенной «Звёздных войн»(«The Videogame», «II: The Original Trilogy», «The Complete Saga», «The Force Awakens», «The Skywalker Saga»), «Star Wars: Battlefront», «Star Wars: Battlefront II» и «Star Wars Battlefront: Renegade Squadron». Персонаж даже покидает бренд «Звёздные войны», появившись в качестве гостя в «Tony Hawk’s Pro Skater 4» в качестве разблокируемого персонажа. Он также появляется в роли босса в видеоигре-адаптации «Star Wars Episode II: Attack of the Clones» и PSP-версии «Star Wars: The Force Unleashed».
- Кроме того, злая версия Джанго Фетта (Фатта) в виде свиньи является игровым персонажем в «Angry Birds Star Wars 2», наряду с его сыном Бобой Феттом (здесь «Боба Фатт», англ. Fatt - «толстый») и солдатами-клонами.

#### «Jango Fett: Open Seasons»
«Jango Fett: Open Seasons» — комикс, написанный Хейденом Блэкманом и опубликованный 29 января 2003 года. История начинается вскоре после событий «Эпизода I: Скрытая угроза», с длинными флэшбэками о более ранних периодах.
За 26 лет до событий «Скрытой угрозы» мандалорцы разделились на две фракции: варварский Дозор Смерти, возглавляемый Тором Визслой, и Истинные мандалорцы, благородные наёмники во главе с Джастером Мерилом. Две фракции сражаются на родном мире Джанго — Конкорд-Доуне. Семья Джанго помогает Джастеру, подстрекая Визслу и его людей убить их. Молодой Джанго — единственный выживший и, будучи в ужасе, помогает Джастеру и его людям сбежать и устроить засаду на Дозор Смерти. Впоследствии Джастер усыновляет Джанго и приглашает его в свою фракцию.
Годы спустя Джанго стал полноценным мандалорским воином под руководством Джастера. Мандалорцы попадают в засаду Дозора Смерти, а Джастера убивает Визсла. Щеголяя в доспехах Джастера, Джанго становится новым лидером Истинных мандалорианцев. Ударная группа джедаев во главе с графом Дуку убивает воинов Джанго, и Джанго продан в рабство губернатору планеты. Позже Джанго сбегает, нападает на Дозор Смерти и убивает Визслу, прежде чем начать карьеру охотника за головами. Дуку, по указанию своего хозяина, Дарта Сидиуса, сталкивает самых известных наёмников галактики друг с другом, чтобы выбрать генетический шаблон для армии клонов. Фетт выходит победителем и на напряжённой встрече с Дуку просит одну вещь в обмен на пожертвование своей ДНК: немодифицированный клон, который станет его сыном и учеником.

## Популярная культура
Сайт поп-культуры IGN поставил Джанго Фетта на 30-е место в их списке 100 величайших персонажей «Звездных войн», сославшись на его спокойное, эффективное поведение и мастерство в бою, несмотря на отсутствие связи с Силой. Хотя он и не был так популярен, как Боба Фетт, тем не менее, он стал очень известной фигурой в поп-культуре.